# 榛葉太生
榛葉 太生（しんは ふとお、1883年 - 1962年）は、日本の医師。「安曇節」の初代家元。号は出原処士。
長野県北安曇郡松川村生まれ。長野県師範学校第二種講習を経て地元の小学校教員を務めた後、旧制松本中学校（長野県松本深志高等学校）を卒業して上京。医師免許を取得し、地元で開業する。
その傍ら、郷土史研究にも取り組み、有明山の開山記録や、県内に分布する道祖神の調査研究に携わる。1923年（大正12年）、安曇野に古くから伝わる民謡を集めて編曲した新民謡「安曇節」を完成させ、1925年（大正14年）には『正調安曇節』を発表し、その普及に努めた。